# Nesna
Nesna – norweskie miasto i gmina leżąca w regionie Nordland.
Nesna jest 331. norweską gminą pod względem powierzchni.

## Demografia
Według danych z roku 2005 gminę zamieszkuje 1801 osób. Gęstość zaludnienia wynosi 8,9 os./km². Pod względem zaludnienia Nesna zajmuje 346. miejsce wśród norweskich gmin.
| ludność stan na 1 stycznia 2005 |         |           |       |
|                                 | kobiety | mężczyźni | razem |
| osób                            | 879     | 922       | 1801  |
| %                               | 48,81%  | 51,19%    | 100%  |

| wykształcenie stan na 1 października 2004 |        |         |        |        |
|                                           | podst. | średnie | wyższe | niezn. |
| osób                                      | 321    | 724     | 317    | 41     |
| %                                         | 22,88% | 51,6%   | 22,59% | 2,92%  |

## Edukacja
Według danych z 1 października 2004:
- liczba szkół podstawowych (norw. grunnskolar): 4
- liczba uczniów szkół podst.: 304

## Władze gminy
Według danych na rok 2011 administratorem gminy (norw. rådmann) jest Kristin Eide Nordøy, natomiast burmistrzem (norw. ordfører, d. borgermester) jest Ronny Sommerro.